# Оберрамзерн
Оберрамзерн (нем. Oberramsern) — до 31 декабря 2009 года — муниципалитет в округе Бухеггберг кантона Золотурн в Швейцарии. С 1 января 2010 года муниципалитеты Бальм-бай-Мессен, Брунненталь, Мессен и Оберрамзерн объединились в новый муниципалитет Мессен.

## Этимология
Название места восходит к старому швейцарско-немецкому слову rams (дикий чеснок).

## География
Оберрамзерн находится на высоте 475 м над уровнем моря и на расстоянии 12 километров к юго-юго-западу от столицы кантона Золотурн (по прямой). Штрассендорф тянется вдоль южного подножия Бухеггберга, на краю широкой равнины долины Лимпах, в Золотурне Миттелланд .
Площадь крупной бывшей муниципальной территории площадью 1,8 км² включала часть Молассовых высот Бухеггберга . Южная граница проходила по Лимпаху. Отсюда общинная земля простиралась на север по интенсивно используемой сельскохозяйственной равнине и крутому, густо заросшему лесом южному склону Бухеггберга (Рамзеренбергу) вплоть до края высокого плато. На Эггхольце на высоте 640 м над уровнем моря расположена наивысшая точка Оберрамзерна.
В 1997 году
- 6 % территории бывшего муниципального образования приходилось на населенные пункты,
- 28 % — на леса и перелески,
- 65 % — на сельскохозяйственные угодья,
- 1 % — непродуктивные земли.

## Население
Оберрамсерн с 87 жителями (по состоянию на 31 декабря 2008 г.) был одним из самых маленьких поселений в кантоне Золотурн. 100 % жителей считают немецкий родным языком (по состоянию на 2000 г.). Население Оберрамсерна составляло 127 человек в 1850 году и 116 человек в 1900 году. В течение 20 века население сократилось до 85 человек в 1990 году. С тех пор наблюдается небольшой прирост населения.

## Экономика
Вплоть до второй половины 20 века Оберрамсерн был преимущественно сельскохозяйственной деревней. Даже сегодня сельское хозяйство и садоводство, а также животноводство и лесное хозяйство занимают важное место в структуре занятости населения. Некоторые другие рабочие места доступны в местных малых предприятиях и сфере услуг. Несколько семей также переехали сюда в последние десятилетия, что увеличило количество жителей, прибывающих в регионы Золотурн и Берн.

## Транспорт
Деревня находится в стороне от основных сквозных дорог на дороге от Лон-Амманнсегг вдоль южного подножия Бухеггберга до Мессена . Оберрамсерн связан с сетью общественного транспорта маршрутом Postbus, который обслуживает маршрут из Беттеркиндена в Мессен.

## История
Первое задокументированное упоминание об этом месте в 1276 году под названием Рамбсерн, хотя неясно, относится ли это название к Оберрамсерну или Унтеррамсерну. В 1368 году появляется чёткое упоминание об Оберрамсероне.
Со времён средневековья Оберрамсерн находился под властью Бухегга, входившего в состав Бургундского ландграфства, приобретенного Золотурном в 1391 году и преобразованного в бейливик Бухеггберга. До 1798 года высшая юрисдикция принадлежала окружному суду Берна в Цолликофене, в то время как Золотурн осуществлял низшую юрисдикцию с судом в Этингене . После краха Ancien Régime (1798 г.) Оберрамсерн принадлежал к биберистскому району в гельветский период и к району Бухеггберг, 1803 г.

## Достопримечательности
В деревне расположены фермерские домики с высокими шатровыми крышами 18-го и 19-го веков постройки.

## Религия
В Оберрамсерне нет собственной церкви. Он принадлежит приходу Мессены.

## Герб
Красным цветом на зелёном фоне изображено растение дикого чеснока с зелёными листьями и белым зонтиком цветов на зелёном стебле.